# Ontologija
Ontologija kot najbolj temeljna filozofska disciplina slušatelje seznanja s preučevanjem in analizo najsplošnejše strukture biti in vsega bivajočega, z vsemi pripadajočimi kategorijami. Bivajoče obravnava kot bivajoče, tj. v celoti, v splošnem in občem vidiku. Ontologija dojema stvarnost v njeni biti, obstoju oziroma kolikor je bivajoče. Ontologija je kategorialno izrekanje bivajočega in bivajoče se izreka mnogostransko, na več načinov. Gre za temeljno filozofsko disciplino, ki dojema in izreka vzroke in načela določene bitnosti po sebi. Ontologija je mišljena kot najsplošnejša filozofska teorija o najsplošnejših strukturah sveta, o najsplošnejših pojmih in kategorijah ter kot izhodišče za najsplošnejša metodološka načela vseh znanosti.